# Dzierzążna (powiat słubicki)
Dzierzążna – kolonia w Polsce, położona w województwie lubuskim, w powiecie słubickim, w gminie Słubice.
W latach 1975–1998 miejscowość położona była w województwie gorzowskim.